# Marguerite Clayton
Marguerite Clayton (Ogden, 12 de abril de 1891 - Los Angeles, 20 de dezembro de 1968) foi uma atriz de cinema estadunidense da era do cinema mudo. Ela atuou em 179 filmes entre 1909 e 1928, muitos deles Westerns com Broncho Billy Anderson e Harry Carey.

## Biografia

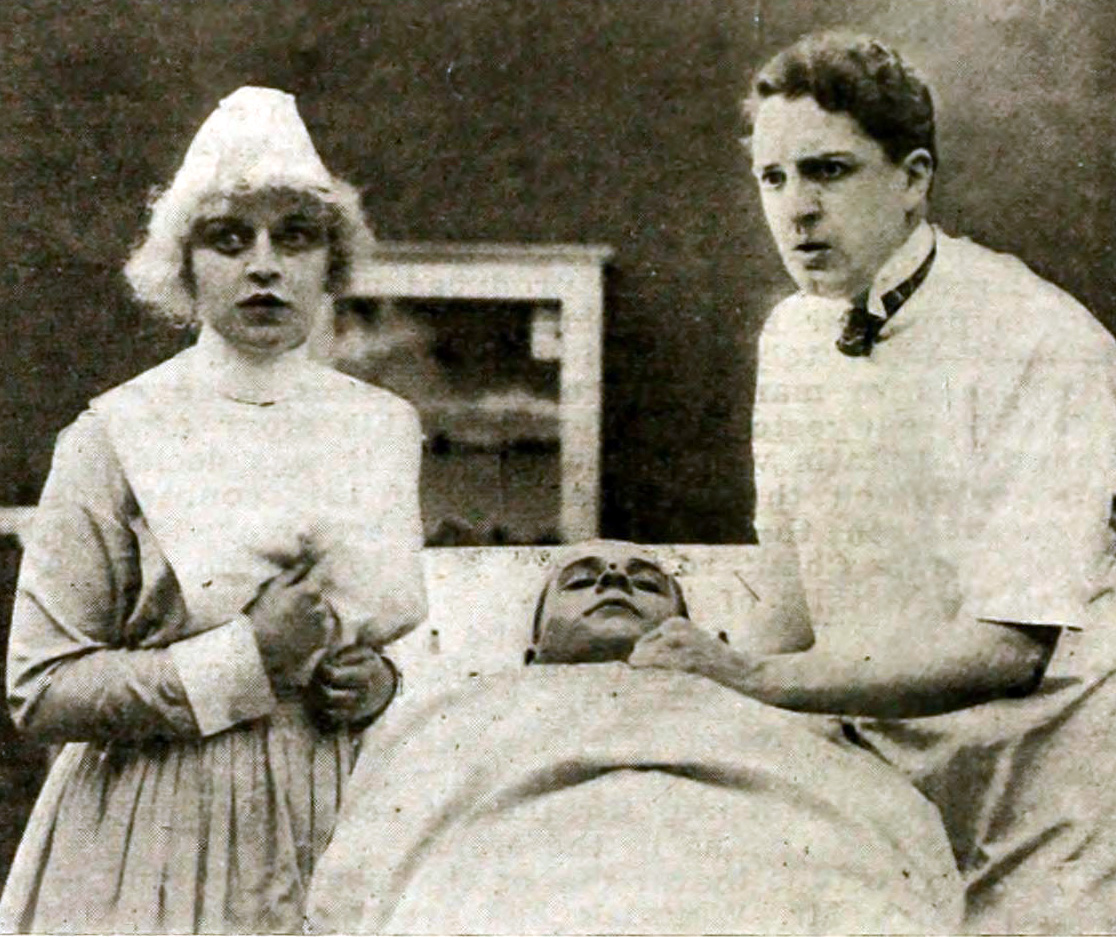
Em The Promise Land (1916), ao lado de Bryant Washburn.

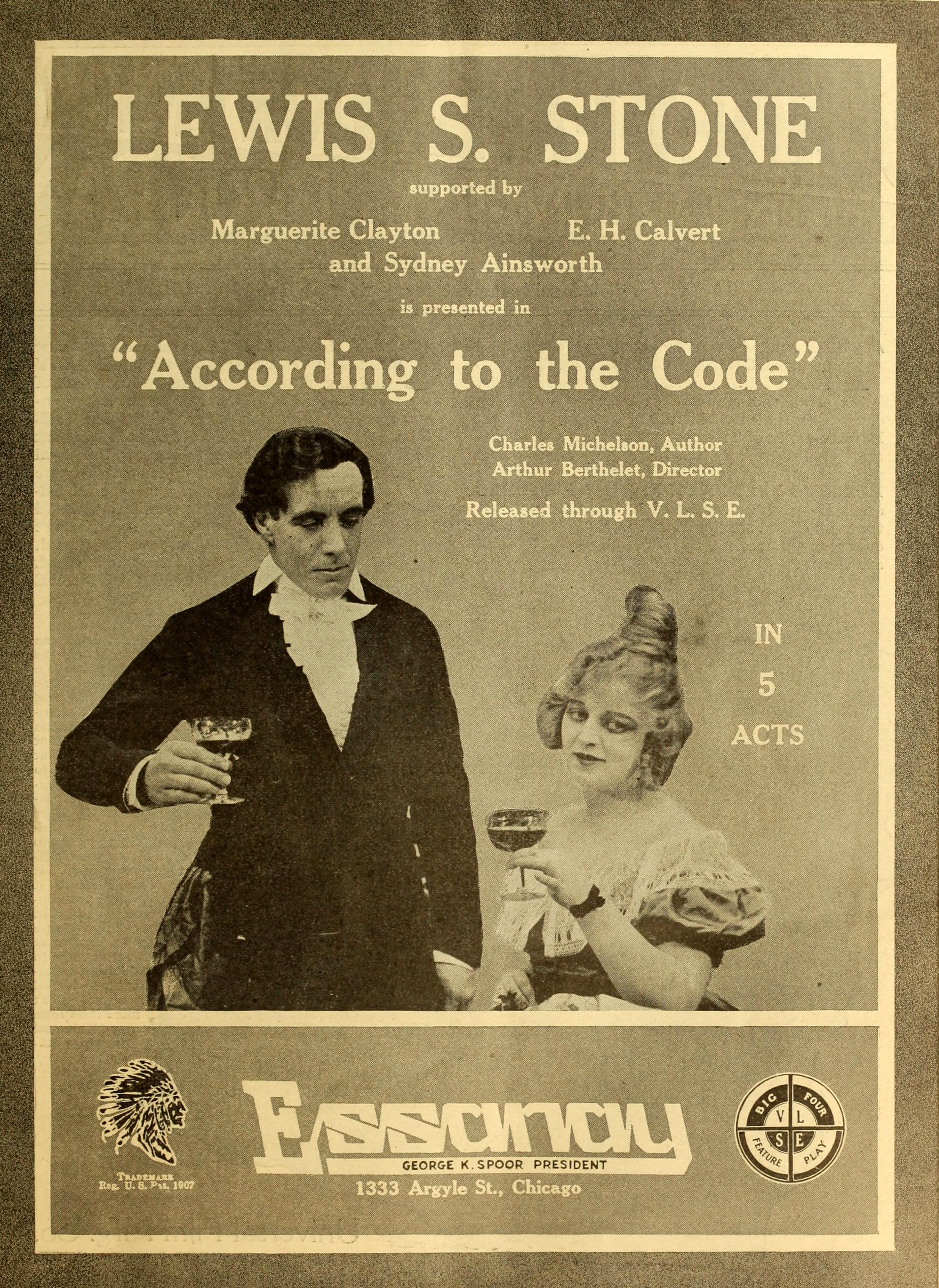
Cartaz do filme According to the Code, de 1916.

Clayton nasceu em Ogden, Utah, e iniciou no cinema em 1909. Foi o primeiro par romântico de Broncho Billy Anderson, e faria muitos filmes ao seu lado; começou essa associação com o homem que, basicamente, criou o gênero Western em 1909, quando ela interpretou o interesse amoroso de Anderson no curta-metragem A Mexican's Gratitude, pelo Essanay Studios, companhia para a qual fez vários filmes. A partir dos anos 1920, sua carreira começou a declinar, e seu último filme foi Inspiration, em 1928, pela Excellent Pictures. 
Foi casada com o Major-general Victor Bertrandias, e tiveram um filho.

Morreu em Los Angeles, Califórnia, em um acidente de carro. Ela foi sepultada junto ao seu marido, no Arlington National Cemetery.

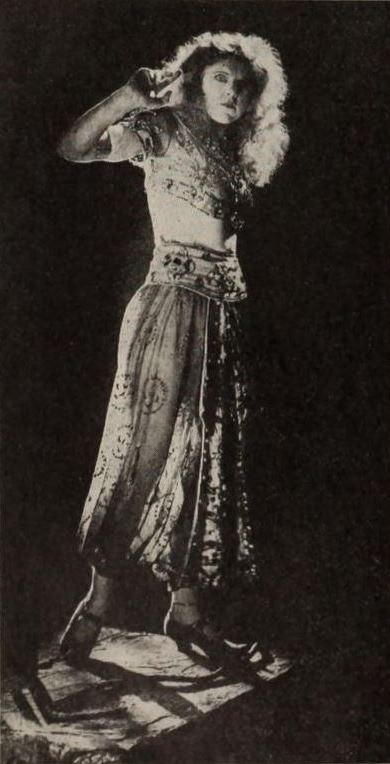
Cena de Bride 13 (1920), com Marguerite Clayton, p. 60, 4 de setembro de 1920, Exhibitors Herald

## Filmografia parcial
- A Mexican’s Gratitude (1909) [8]
- The Call of the Plains (1913)
- His Regeneration (1915)
- Vultures of Society (1916)
- According to the Code (1916)
- Bride 13 (seriado, 1920)
- The Pleasure Seekers (1920)
- Go Get 'Em Hutch (seriado, 1922)
- Canyon of the Fools (1923)
- Desert Driven (1923)
- The Dawn of a Tomorrow (1924)[9]
- Tiger Thompson (1924)
- The Dawn of a Tomorrow (1924)
- Inspiration (1928)